# Hell Awaits
Hell Awaits é o segundo álbum de estúdio da banda de thrash metal norte-americana Slayer, editado em 1985 através da gravadora Metal Blade Records. O trabalho anterior da banda, Show No Mercy, tornou-se o disco mais vendido da Metal Blade; como resultado, o produtor Brian Slagel desejou editar outro disco, e, sendo assim, financiou um orçamento para a gravação (Show No Mercy havia sido pago pelos membros da banda) e recrutou vários produtores com experiência para ajudar no estúdio.
Os temas das letras em Hell Awaits incluem tópicos como o Inferno e Satanás, tal como no álbum anterior. A introdução da primeira faixa, "Hell Awaits", se tocado no inverso ouve-se a frase "join us" (junta-te a nós), repetida várias vezes. Musicalmente, Hell Awaits mostra Slayer de uma maneira mais progressiva e diversificada se comparado com os anteriores lançamentos; de acordo com Kerry King, ele e Jeff Hanneman ouviam muito na altura Mercyful Fate, o que os influenciou a compor canções mais longas e progressivas.
Referido como "influente para o futuro do extreme metal", as canções mais populares de Hell Awaits foram regravadas por várias bandas do metal underground e apareceram em diversos álbuns de tributo. Em 2011, a revista norte-americana Decibel, numa edição especial intitulada Decibel's Thrash Hall of Fame, colocou Hell Awaits na posição #7 na lista dos "50 Melhores Álbuns de Thrash". Hell Awaits é um dos títulos presentes no livro Os 500 Melhores Álbuns de Heavy Metal De Sempre, do jornalista e critico de música Martin Popoff.

## Produção
O álbum anterior do Slayer, Show No Mercy, tornou-se o mais vendido da gravadora Metal Blade Records, com 40 mil cópias vendidas em todo o mundo. O sucesso inspirou o produtor Brian Slagel a começar a gravar novamente com a banda. Para este fim, Slagel contratou o produtor Ron Fair, que trabalhava para Chrysalis Records, e tinha visto a banda tocar ao vivo, deixando uma boa impressão. Sendo seu primeiro trabalho com uma banda de metal, quando viu o Slayer no estudio disse: "uau, esses caras são realmente furiosos." Slagel financiou o novo trabalho, ao contrário de Show No Mercy, que havia sido financiado pelo vocalista Tom Araya, que usou seus ganhos como terapeuta respiratório, e um empréstimo do pai do guitarrista Kerry King.
O orçamento de Slagel permitiu a assistência de produção profissional. Bernie Grundman se encarregou da masterização, Eddy Schreyer fez a remasterização, e Bill Metoyer, que havia trabalhado no EP anterior da banda Haunting the Chapel, estava encarregado de engenharia de som. A gravação inclui efeitos sonoros diversos como na introdução de "Hell Awaits", que contém uma gravação invertida de uma voz demoníaca repetindo "Join us" (su nioj), terminando com "Welcome back". Apesar disso, Araya disse mais tarde que a produção do álbum era de má qualidade: "Hoje, em termos de produção, está abaixo da média, mas na minha opinião, para a época são álbuns incríveis. Suponha que pudéssemos voltar no tempo e refazê-los... mas porquê estragá-lo?"
O baterista Dave Lombardo, por outro lado, diz que o álbum é muito profissional comparado com Show No Mercy: "Eu não tinha overdub nos pratos, e tivemos um grande engenheiro de som". A música favorita Lombardo é "At Dawn They Sleep": "ela é lenta e suja, mas depois tem um bombo duplo no meio." Durante a gravação de vocais nesta faixa, nem King nem Jeff Hanneman, autores das letras, estavam presentes em estúdio, apenas Araya e Slagel. Ao ler as letras, que continham uma palavra escrita incorrectamente, Araya cantou-a tal como estava escrita, isto apesar de não ser um termo correcto.
De acordo com King, ele e Hanneman ouviam muito na altura Mercyful Fate, o que os influenciou a compor canções mais longas e progressivas.

## Digressão
Para promover Hell Awaits, Slayer embarcou na turnê "Combat Tour" junto com Venom  e Exodus. O guitarrista do Exodus, Gary Holt, afirmou: "imediatamente nos entendemos com os caras do Slayer. Eram duas bandas de amigos, tocando com uma banda de caras que eram heróis para nós,  sabe? Estávamos em êxtase por estar com os nossos ídolos."
Dentro do ônibus de turnê do Venom (a primeira vez que o Slayer esteve em um), os membros do Slayer se embebedaram com o Venom, ao som de Hell Awaits. Araya entrou no ônibus "completamente bêbado", segundo Lombardo, dizendo "Eu tenho que fazer xixi! Onde é o banheiro nesta coisa?". O vocalista do Venom, Cronos, disse: "Bem aqui na minha boca!" Araya levou a sério e urinou no cabelo dele. Cronos levantou-se e deu-lhe um soco na cara, e passaram a noite toda discutindo. Devido ao incidente, Araya continuou a turnê com um olho roxo. Araya não discute o incidente apenas diz que foi algo muito desrespeitoso de se fazer.

## Recepção
| Críticas profissionais        | Críticas profissionais |
| Avaliações da crítica         | Avaliações da crítica  |
| Fonte                         | Avaliação              |
| ----------------------------- | ---------------------- |
| Allmusic                      | [ 14 ]                 |
| Rock Hard                     | 9/10                   |
| The Rolling Stone Album Guide | [ 16 ]                 |

Apesar de não ter entrado em tabelas de vendas, Hell Awaits foi muito elogiado quando editado, como o disco mais progressivo de Slayer, apresentando um thrash de tom mais escuro, com arranjos incomuns como tempos variados, e "nuances dissonantes que pavimentaram o caminho para um som totalmente distinto de todos os seus próprios," provando ser "incrivelmente à frente no seu tempo, e desde então confirmado como essencial na discografia notável da banda," de acordo com o critico do AllMusic, Eduardo Rivadavia. Rivadavia deu ao álbum quatro em cinco estrelas, chamando-o uma "força irresistível, mas ainda se podia fazer um ponto confiante de que Hell Awaits com as suas composições exclusivamente assustadores, provou ser indiscutivelmente, muito influente para os futuros atos de metal extremo." De acordo com Brian Slagel, Hell Awaits vendeu mais de um milhão de cópias mundialmente.
No livro Legends of Rock Guitar, Hell Awaits foi definido como "uma exploração psicótica nas profundezas do Satanismo e da tortura psicológica." O livro, uma cronologia dos grandes guitarristas do rock, incluindo Kerry King e Jeff Hanneman, observa a evolução da banda em comparação com o álbum anterior, Show No Mercy, afirmando, "A musicalidade foi melhorada, e a voz de Tom Araya, faz o som da banda parecer-se menos com retalhos e mais com demónios do metal. Os riffs enlameados, que eram puramente [Black] Sabbath, são compensados por alguns dos solos mais rápidos de King e de Hanneman, dando a Slayer entrada no reino do  speed metal."
Ao escrever na The Rolling Stone Album Guide, o autor Nathan Brackett disse que Hell Awaits é "o primeiro sinal de que com velocidade em modo warp, apareceu um novo tipo de metal fundamentalmente diferente (leia-se: mais violento, mais caótico, mais MAIS). "Kill Again" e "Praise of Death" são rock em fúria pura, enquanto a faixa título é quase progressiva na sua complexidade. Um trabalho desagradavelmente maravilhoso." Brackett pontuou o álbum com quatro em cinco estrelas.
Rustyn Rose do Examiner.com coloca Hell Awaits em terceiro na sua lista dos "Melhores Álbuns de Slayer". Numa lista semelhante, Dan Marsicano para o About.com, coloca-o na quarta posição e escreve que apesar de sofrer de "fraca produção, as composições são sem dúvidas as mais fortes até à data. Mesmo quando as canções passam a marca dos seis minutos, a banda mantém as coisas interessantes com várias mudanças de tempo, solos épicos, e um desempenho brilhante de Lombardo."

## Influência
Músicos como o cantor Phil Anselmo e o baterista Gene Hoglan citam Hell Awaits como sua influência. Anselmo — conhecido pelo seu trabalho em Pantera, Down e Superjoint Ritual — explicou numa entrevista com D. X. Ferris, autor de um livro sobre o álbum Reign in Blood, que "Hell Awaits tem tudo o que é necessário. Tem tudo o que tem a ver com a música pesada. [Slayer] são deuses, a melhor banda da Califórnia, sem dúvidas." Anselmo coloca Hell Awaits em primeiro lugar na sua escolha dos "Cinco Álbuns Essenciais de Metal". O músico norueguês Frode Sivertsen (também conhecido como "E. N. Death"), ex membro da banda de black metal Gehenna, diz que a canção "Hell Awaits" e que a música de Slayer em geral, o influenciou como músico, colocando-o como um de seus cinco [albuns preferidos. Dimebag Darrell de Pantera e Damageplan escolheu "At Dawn They Sleep" como uma das suas doze canções favoritas na edição de Março de 1993 da revista Guitar World, afirmando que Slayer o ensinou "a tocar com ganas e agressividade".
Referido como "influente para o futuro do extreme metal", as canções mais populares de Hell Awaits foram regravadas por várias bandas do metal underground, e aparecem em vários álbuns de tributo como Slatanic Slaughter II e Gateway to Hell 1 & 2. A canção "Hell Awaits" já foi tocada por Vader, Cradle of Filth e Incantation, "Kill Again" por Angelcorpse, "Praise of Death" por Sinister, "At Dawn They Sleep" por Six Feet Under e "Necrophiliac" por Sadistic Intent, Benediction, Fleshcrawl e Necrosphere.
Em 2011, a revista norte-americana Decibel, numa edição especial intitulada Decibel's Thrash Hall of Fame, colocou Hell Awaits na posição #7 na lista dos "50 Melhores Álbuns de Thrash". Hell Awaits é um dos títulos presentes no livro Os 500 Melhores Álbuns de Heavy Metal De Sempre, do jornalista e critico de música Martin Popoff.

## Lista de faixas
| N.º | Título                      | Letras                    | Música              | Duração |  |
| 1.  | "Hell Awaits"               | Kerry King                | Jeff Hanneman, King | 6:16    |  |
| 2.  | "Kill Again"                | King                      | Hannemann, King     | 4:56    |  |
| 3.  | "At Dawn They Sleep"        | Tom Araya, Hanneman, King | Hanneman            | 6:17    |  |
| 4.  | "Praise of Death"           | Hanneman                  | King                | 5:21    |  |
| 5.  | "Necrophiliac"              | Hanneman, King            | Hanneman            | 3:46    |  |
| 6.  | "Crypts of Eternity"        | Araya, Hanneman, King     | Hanneman, King      | 6:40    |  |
| 7.  | "Hardening of the Arteries" | Hanneman                  | Hanneman            | 3:55    |  |

### Faixas bónus
A versão Metal Classics tem duas canções adicionais retiradas do EP Haunting the Chapel. A versão de Show No Mercy da mesma série (CD ZORRO 7), inclui as restantes duas faixas do EP.[carece de fontes?]
| Faixas Bónus (versão Metal Classics, CD ZORRO 8) |                       |                |         |  |
| N.º                                              | Título                | Compositor(es) | Duração |  |
| 8.                                               | "Haunting the Chapel" | Hanneman, King | 4:00    |  |
| 9.                                               | "Captor of Sin"       | Hanneman, King | 3:31    |  |

## Créditos
Créditos adaptados a partir do site AllMusic.
- Tom Araya – baixo, voz
- Jeff Hanneman – guitarra
- Kerry King – guitarra
- Dave Lombardo – bateria

### Produção
- Carolyn Collins – engenheiro assistente
- Ron Fair – engenheiro
- Bernie Grundman – masterização
- Albert Cuellar – desenhos
- Brian James – layout e design
- Bill Metoyer – engenheiro
- Lowell Katz – fotógrafo
- Brian Slagel – produção
- Slayer - produção

## Honras
| Publicação      | Honra                                  | Ano  | Posição |
| --------------- | -------------------------------------- | ---- | ------- |
| Decibel         | Decibel's Thrash Hall of Fame          | 2011 | 7       |
| Martin Popoff   | Top 500 Heavy Metal Albums of all Time | 2004 | 57      |
| Metal-Rules.com | Top 50 Extreme Metal Albums            | 2012 | 6       |